# Actinodium
Actinodium – rodzaj roślin z rodziny mirtowatych (Myrtaceae). Jest to takson monotypowy obejmujący tylko gatunek Actinodium cunninghamii Schauer ex Lindl. występujący w zachodniej Australii.